# Юнаците
Юнаците е село в Южна България. То се намира в община Пазарджик, област Пазарджик.

## География
Село Юнаците се намира в най-западната част на Горнотракийската низина, част от общото Пазарджишко-Пловдивско поле, надморска височина около 225 метра. Селото е разположено на южния бряг (десния) на река Тополница върху 3-5 метрова тераса. Намира се на 8 километра от град Пазарджик и на 5 километра от село Величково (най-близки села са Драгор, Величково и Сарая). Землището на селото е изключително равнинно, с добре изградена напоителна система от напоителни канали.

## История
На Плоската могила край Юнаците има следи от много праисторически селища, обитавани в дълъг период от време., 
До 1934 година селото носи името Хаджилии. В османско време през Хаджилии минава пътят от Пазарджик по десния бряг на река Тополница към Церово.
Първото килийно училище е открито около 1860 година. През 1878 година се построява първата специална училищна сграда, а през 1928 госина – новата училищна сграда. Днешното училище е основно и се казва „Христо Ботев“.
Църквата „Възнесение Господне“ в селото е построена през 1907 година с доброволния труд и средства на всички тогавашни жители на селото. След силно земетресение през 1928 г., сградата на църквата била една от малкото постройки в района, останала без поражения от природното бедствие. В двора на храма върху руините на старото килийно училище е построено ново неделно училище, приемен дом и трапезария, а самият двор е облагороден и озеленен. Проектът на сградата е в старинен стил, дело на архитект Герасимов. Със съдействието на отец Лазар Нонов е създадена и библиотека с църковна литература. За честването на своя 100-годишен юбилей на 17 май 2007 г. На Спасовден е и празникът на селото.
Читалището „Хаджи Найден Йованович“ е основано през 1935 година.
Непосредствено след Деветосептемврийския преврат от 1944 година в селото се стига до престрелка между комунисти и полиция, при което загиват двама души.

## Личности
Родени в Юнаците
- хаджи Найден Йоанович (1805 – 1859), български просветен деец, издава повече от 35 книги с богословско, светско и медицинско съдържание[7]
- Нанси Карабойчева – мис България 2013 [8]

Загинали в Балканските войни (1912–1913) от Юнаците
- Димитър Атанасов Георев [9]
- Димитър Стоянов Попов [10]
- Стоян Ангелов Димов [11]

## Галерия
- Читалище „Х.И.Йованович“
- Храм „Св. Възнесение Господне“
- Основно училище „Христо Ботев“